# Cabañas de Mawson

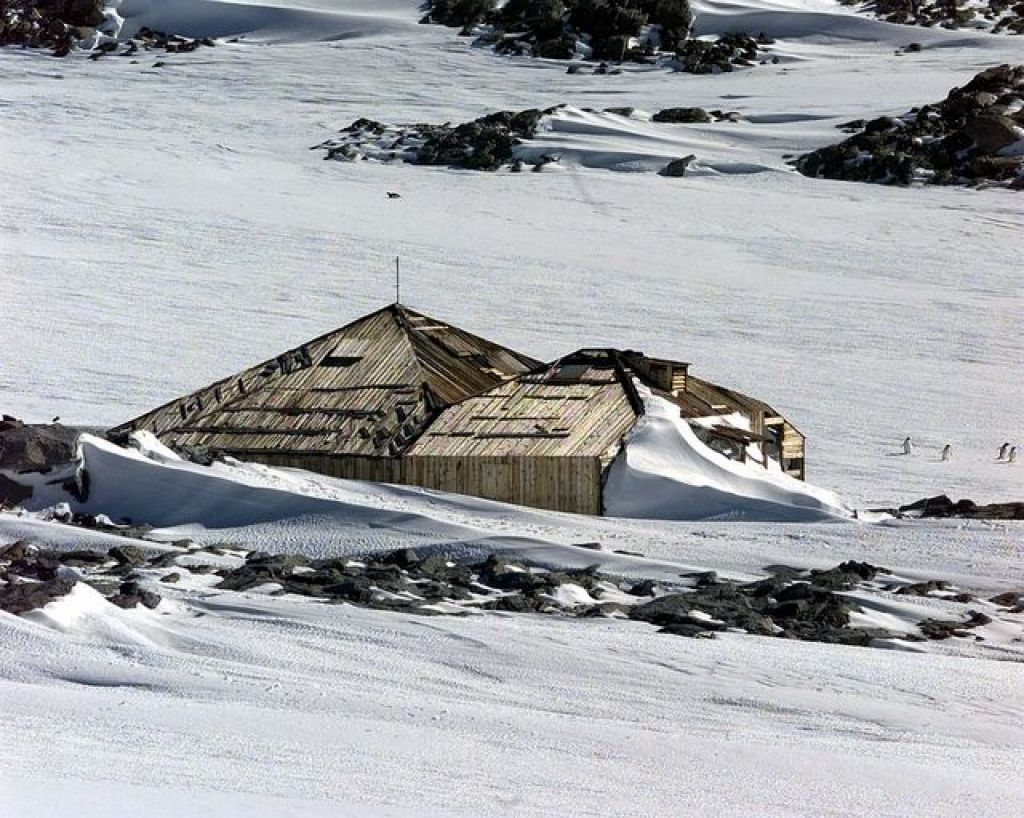
Cabañas de Mawson.

Las Cabañas de Mawson (en inglés: Mawson's Huts) son varias construcciones de la Antártida ubicadas en el cabo Denison, bahía del Commonwealth en la Tierra de Jorge V en el sector este del Territorio Antártico Australiano, a unos 3000 km al sur de la ciudad de Hobart en Tasmania. Las edificaciones fueron construidas y ocupadas por la Expedición Antártica Australiana (EAA) de 1911-1914, liderada por el geólogo y explorador sir Douglas Mawson.
Las cabañas de Mawson son uno de los seis sitios que se han mantenido de la denominada Edad heroica de la exploración de la Antártida. La Expedición Antártica Australiana fue la única expedición de la época heroica organizada, financiada y con personal australiano.
Las cabañas incluían un tinglado para el magnetógrafo, utilizado para medir variaciones en el polo sur magnético; un tinglado magnético absoluto, utilizado como punto de referencia para estudios en el tinglado del magnetógrafo; y un tinglado de tránsito, un observatorio astronómico.
La edificación más importante eran los alojamientos de invierno del personal, denominados la "Cabaña de Mawson". Esta cabaña con techo piramidal alojó en 1912 a dieciocho hombres de la base principal del grupo de la expedición australiana, y a los siete (incluido Douglas Mawson) que se quedaron durante un segundo año (1913). La cabaña posee dos secciones, la zona de alojamiento y el taller, prefabricados en Sídney y Melbourne respectivamente y enviado al sitio para ser armado en 1912 por el personal de la expedición australiana.

## Radio
Utilizando una estación repetidora de radio en la isla Macquarie, era posible contactarse por radio con el continente australiano. La EAA fue la primera expedición que contó con este servicio. Este sistema fue utilizado para transmitir las observaciones meteorológicas en forma continua. Fue el primer uso de la radio en el continente antártico.

## La cabaña principal
La cabaña principal incluye dependencias para 18 hombres aunque solo mide 53 m² (7,3 x 7,3 m). El taller adyacente mide 27 m² (5,5 x 4,9 m). En tres de sus lados el edificio está rodeado por una veranda de 1,5 m de ancho. Las verandas tenían diferentes usos, tales como servir de refugio de los perros para trineo.
La cabaña principal posee una cocina, lavadero, depósito y dormitorio.

## Sitio protegido
El sitio, incluyendo las Cabañas de Mawson, Puerto Boat y los artefactos históricos contenidos en sus aguas, ha sido designado Sitio y Monumento Histórico (SMH 77: Cabo Denison), a propuesta de Australia en una Reunión Consultiva del Tratado Antártico de 2004.
En 2004 el sitio fue también designado a propuesta de Australia Zona Antártica Especialmente Administrada (ZAEA-3 Cabo Denison, Bahía Commonwealth, Tierra de Jorge V, Antártida Oriental), pero la medida fue revocada en 2014.
Una parte de este sitio: 4 cabañas separadas y un perímetro de 5 m alrededor de cada una, fue designado en 2004 Zona Antártica Especialmente Protegida (ZAEP-162 Cabañas de Mawson, cabo Denison, bahía Commonwealth, Tierra de Jorge V, Antártida Oriental